# Oswaldo Ramírez
Oswaldo Ramírez (28 de març de 1947) és un futbolista peruà.
Va formar part de l'equip peruà a la Copa del Món de 1970.